# Hermann Juch
Hermann Juch (* 19. September 1908 in Innsbruck, Tirol; † 12. Juli 1995 in Jona bei Rapperswill, Schweiz) war ein österreichischer Jurist, Sänger und Operndirektor.
Hermann Juch war ab 1936 in der österreichischen Bundestheaterverwaltung tätig und ab 1941 Leiter des künstlerischen Büros der Wiener Staatsoper. Von 1946 bis 1955 war er Direktor der Wiener Staatsoper in der Volksoper Wien. Dort stellte er einen neuen Chor zusammen und war mit seiner Programmgestaltung beim Publikum sehr erfolgreich. Von 1955 bis 1964 war er Generalintendant der Deutschen Oper am Rhein in Düsseldorf und von 1964 bis 1975 Direktor des Zürcher Opernhauses.